# Marche du prince du Danemark
La marche du prince du Danemark (titre original anglais Prince of Denmark's March et en danois Prins Jørgens March), communément appelée Trumpet Voluntary, est une pièce musicale écrite vers 1700 par le compositeur anglais Jeremiah Clarke, le premier organiste de la cathédrale Saint-Paul récemment reconstruite).

## Composition
Pendant de nombreuses années, la pièce a été attribuée à tort à l'aîné de Clarke et plus connu à cette époque Henry Purcell. La mauvaise attribution émane d'un arrangement pour orgue publié dans les années 1870 par William Spark (l'organiste de la ville de Leeds, Angleterre). Il est ensuite arrangé pour plusieurs ensembles différents par Sir Henry Wood.
La source la plus ancienne est A Choice Collection of Ayres, une collection de morceaux de clavier publiée en 1700. Une version contemporaine pour instruments à vent survit également. Selon certaines sources  la marche a été écrite en l'honneur du prince George du Danemark, époux de la reine Anne de Grande-Bretagne.
Clarke a également composé La marche du roi Guillaume en l'honneur du beau-frère du prince George William III.

## Usage

### Historique
Populaire comme musique de mariage,,, la marche est jouée pendant le mariage de Lady Diana Spencer et du prince Charles à la cathédrale St Paul en 1981 et lors du mariage du prince Joachim du Danemark et d' Alexandra Manley en 1995.
La marche est souvent diffusée par BBC Radio pendant la Seconde Guerre mondiale, en particulier lors de programmation pour le Danemark occupé, car la marche symbolise alors un lien entre ces deux pays. Les émissions sont introduites par les premières mesures de la mélodie exprimées par les mots « Her er London. BBC sender til Danmark. » (« C'est Londres. La BBC diffuse au Danemark. » Au Danemark, la marche devient ainsi fortement associée à l'opposition à l'occupation et à la propagande nazies. Elle est toujours jouée lors des célébrations annuelles de la libération. Pendant de nombreuses années, Trumpet Voluntary restera la chanson signature du Service européen de la BBC,.
C'est la marche du corps, à la fois lente et rapide du Département des aumôniers royaux de l'armée (en),.
Une variante de la mélodie est utilisée dans le chœur final de l'opéra de ballade de John Gay, Polly (en) (créé en 1777), où l'original se nomme The Temple (Le temple)

### Dans la culture populaire
Une brève portion de la mélodie peut être entendue à la fin de la chanson Tubthumping du groupe anarcho-punk britannique Chumbawamba parue sur son album Tubthumper en 1997 et dans la coda de la chanson des Beatles It's All Too Much.
C'est l'une des dix-sept pièces classiques utilisées dans le projet Hooked on Classics (en) de 1981.
Elle est utilisée comme contrepoint mélodique à l'intro et aux couplets du tube de Sting All This Time enregistré sur son album The Soul Cages en 1991.
La chanson apparait dans la scène de mariage finale du film Foolin 'Around.
En 1958, Peter Sellers parodie la mélodie dans sa satire sur l'utilisation de « classiques » par des musiciens pop, sous le titre Trumpet Volunteer de son album The Best of Sellers (en).
La pièce est utilisée dans l'émission de télévision satirique américaine The Colbert Report comme thème des segments récurrents Colbert Platinum (à la trompette) et Colbert Aluminium (au kazoo).
La marche est utilisée comme musique de fond pendant la représentation horaire de l'Horloge royale (en) dans le Queen Victoria Building à Sydney en Australie.
L'air est échantillonné pour le dessin animé Greatest Thing Ever de l'émission Mad sur Cartoon Network.
La bande originale de Vladimir Dachkevitch pour Les Aventures de Sherlock Holmes et du Dr Watson, une série de téléfilms soviétiques produits entre 1979 et 1986, s'inspire de cette composition. L'arrangement de Henry Wood pour trompette, orchestre à cordes et orgue est connu du public soviétique comme la chanson signature du BBC Russian Service à ondes courtes, et une pièce orchestrale dans un style similaire est créée qui pourrait être identifiée à l'esprit de l'Empire britannique.
Sa mélodie est utilisée dans la chanson Waiting just for you sur l'album Fires at Midnight  du groupe Blackmore's Night sorti en 2001.
Cette musique a servi pour l’ouverture antenne de TMC entre le 19 novembre 1954 et le 4 octobre 1963.